# 法薩盧斯的門農 (前四世紀)
門農（希臘語：Mενων , ？—前321年），是色薩利法薩盧斯的公民，在當時有很大的影響力和聲譽。
他參與反馬其頓的拉米亞戰爭，在拉米亞戰役中率領色薩利騎兵有出色表現，在這場戰役中列昂納托斯陣亡。普魯塔克說門農的軍事地位在希臘聯盟中相當重要，估計地位僅次於利奧斯典納斯。在克蘭農戰役中，雖然他和他的色薩利騎兵表現比敵方還優異，但最終遭到馬其頓安提帕特、克拉特魯斯擊敗，被迫無條件與馬其頓簽定和約，使希臘聯盟被解散。然而，趁著安提帕特前往亞洲參與對抗佩爾狄卡斯的繼業者戰爭之時，埃托利亞人再度發動戰爭反抗馬其頓，並借助門農在色薩利的影響力，他們幾乎讓大部分的色薩利城鎮加入這次反亂，但很快地，在前321年一場激戰中他被波利伯孔擊敗，並陣亡。
他的女兒佛提雅嫁給伊庇魯斯的國王埃阿喀得斯，她後來生下皮洛士。